# PRSS21
PRSS21 (англ. Protease, serine 21) – білок, який кодується однойменним геном, розташованим у людей на 16-й хромосомі. Довжина поліпептидного ланцюга білка становить 314 амінокислот, а молекулярна маса — 34 884.
| 10         |  | 20         |  | 30         |  | 40         |  | 50         |
| ---------- |  | ---------- |  | ---------- |  | ---------- |  | ---------- |
| MGARGALLLA |  | LLLARAGLRK |  | PESQEAAPLS |  | GPCGRRVITS |  | RIVGGEDAEL |
| GRWPWQGSLR |  | LWDSHVCGVS |  | LLSHRWALTA |  | AHCFETYSDL |  | SDPSGWMVQF |
| GQLTSMPSFW |  | SLQAYYTRYF |  | VSNIYLSPRY |  | LGNSPYDIAL |  | VKLSAPVTYT |
| KHIQPICLQA |  | STFEFENRTD |  | CWVTGWGYIK |  | EDEALPSPHT |  | LQEVQVAIIN |
| NSMCNHLFLK |  | YSFRKDIFGD |  | MVCAGNAQGG |  | KDACFGDSGG |  | PLACNKNGLW |
| YQIGVVSWGV |  | GCGRPNRPGV |  | YTNISHHFEW |  | IQKLMAQSGM |  | SQPDPSWPLL |
| FFPLLWALPL |  | LGPV       |  |            |  |            |  |            |

A: Аланін

C: Цистеїн

D: Аспарагінова кислота

E: Глутамінова кислота

F: Фенілаланін

G: Гліцин

H: Гістидин

I: Ізолейцин

K: Лізин

L: Лейцин

M: Метіонін

N: Аспарагін

P: Пролін

Q: Глутамін

R: Аргінін

S: Серин

T: Треонін

V: Валін

W: Триптофан

Кодований геном білок за функціями належить до гідролаз, протеаз, серинових протеаз, ліпопротеїнів. 
Задіяний у такому біологічному процесі, як альтернативний сплайсинг. 
Локалізований у клітинній мембрані, мембрані.